# Камимусуби-но ками
Камимусуби-но ками (яп. 神産巣日神 Бог Божественного Творения, в Кодзики) и Камимусуби-но микото (яп. 神皇産霊尊,  в Нихон сёки) — божество (ками) в японской мифологии, третье по значимости после Амэноминакануси и Такамимусуби-но ками из пяти «Котоамацуками» — божеств, которые пришли в этот мир в момент создания самого мира. В японской мифологии его описывают как «бог, который появился один» (хиторигами), третий из дзёка сансин («три бога сотворения») и пяти котоамацуками («выдающихся небесных богов»). Божества «Котоамацуками» родились без какого-либо размножения и являются Хиторигами (яп. 独神) синтоискими божествами, которые возникло в одиночестве, в отличие от тех, кто возник как пара мужского и женского пола. Камимусуби-но ками в Кодзики упоминается в главах 1, 13, 17, 22 и 28. 
Хотя дзёка сансин («три бога сотворения») считаются бесполыми Камимусуби-но ками часто фигурирует в японской мифологии как богиня. По одной из версий божество Камимусуби-но ками является богиней, а Такамимусуби-но ками - богом и они являются супругами. Также упоминается под именем Камимусуби-но-ми-оя-но микото (Богиня Божественного Творения - Священная Мать). Является матерью бога Сукуна-Бикона-но ками (Бог-Малыш), который помог Окунинуси строить страну Асихара-но Накацукуни.
В Кодзики в главе 13 упоминается в рамках истории с убийством богом Сусаноо богини пищи (Оогэцухимэ-но ками — Девы-Богини Великой Пищи), что представляет собой позднюю версию японского мифа (в ранней — убийцей является брат Сусаноо, бог луны). После смерти Оогэцухимэ-но ками из её головы, глаз, ушей, носа, влагалища и ануса появились соответственно шелковичные черви, рассада риса, просо, фасоль, пшеница и соевые бобы. После чего Камимусуби-но-ми-оя-но микото всё это подобрала и превратила в семена.